# بيتيتي ريفيري دي نيبيس
بيتيتي ريفيري دي نيبيس هي مدينة من مدن هايتي. يبلغ عدد سكانها 29,815 نسمة وذلك حسب إحصائيات سنة 2003.